# Critérium du Dauphiné
Critérium du Dauphiné je cyklistický etapový závod ve Francii. Od roku 1947 se koná každoročně na začátku června. Závod je rozdělen na 8 etap včetně jedné časovky. Vzhledem ke svému horskému profilu je většinou závěrečnou přípravou pro jezdce, kteří se v červenci účastní Tour de France. Critérium du Dauphiné je součástí UCI World Tour.

## Přehled vítězů
| - 2025 Tadej Pogačar - 2024 Primož Roglič - 2023 Jonas Vingegaard - 2022 Primož Roglič - 2021 Richie Porte - 2020 Daniel Felipe Martínez - 2019 Jakob Fuglsang - 2018 Geraint Thomas - 2017 Jakob Fuglsang - 2016 Chris Froome - 2015 Chris Froome - 2014 Andrew Talansky - 2013 Chris Froome - 2012 Bradley Wiggins - 2011 Bradley Wiggins - 2010 Janez Brajkovič - 2009 Alejandro Valverde - 2008 Alejandro Valverde - 2007 Christophe Moreau - 2006 Levi Leipheimer - 2005 Iñigo Landaluze - 2004 Iban Mayo - 2003 Lance Armstrong - 2002 Lance Armstrong - 2001 Christophe Moreau - 2000 Tyler Hamilton - 1999 Alexandr Vinokurov - 1998 Armand De Las Cuevas - 1997 Udo Bölts - 1996 Miguel Indurain - 1995 Miguel Indurain - 1994 Laurent Dufaux - 1993 Laurent Dufaux - 1992 Charly Mottet - 1991 Luis Herrera - 1990 Robert Millar | - 1989 Charly Mottet - 1988 Luis Herrera - 1987 Charly Mottet - 1986 Urs Zimmermann - 1985 Phil Anderson - 1984 Martin Ramirez - 1983 Greg LeMond - 1982 Michel Laurent - 1981 Bernard Hinault - 1980 Johan van der Velde - 1979 Bernard Hinault - 1978 Michel Pollentier - 1977 Bernard Hinault - 1976 Bernard Thévenet - 1975 Bernard Thévenet - 1974 Alain Santy - 1973 Luis Ocaña - 1972 Luis Ocaña - 1971 Eddy Merckx - 1970 Luis Ocaña - 1969 Raymond Poulidor - 1968 Závod se nejel - 1967 Závod se nejel - 1966 Raymond Poulidor - 1965 Jacques Anquetil | - 1964 Valentin Uriona - 1963 Jacques Anquetil - 1962 Raymond Mastrotto - 1961 Brian Robinson - 1960 Jean Dotto - 1959 Henry Anglade - 1958 Louis Rostollan - 1957 Marcel Rohrbach - 1956 Alex Close - 1955 Louison Bobet - 1954 Nello Lauredi - 1953 Lucien Teisseire - 1952 Jean Dotto - 1951 Nello Lauredi - 1950 Nello Lauredi - 1949 Lucien Lazarides - 1948 Édouard Fachleitner - 1947 Edward Klabiński |